# Thamnophis nigronuchalis
Espèce
Statut de conservation UICN

 DD  : Données insuffisantes
Thamnophis nigronuchalis est une espèce de serpents de la famille des Natricidae. 

## Répartition
Cette espèce est endémique du Sud-Ouest de l’État de Durango au Mexique. Elle se rencontre entre 2 200 et 2 743 m d'altitude,.

## Description
Cette espèce est ovovivipare.

## Publication originale
- Thompson, 1957 : A new Mexican gartersnake (Genus Thamnophis) with notes on related forms. Occasional Papers of the Museum of Zoology, University of Michigan, no 584, p. 1-10 (texte intégral).